# Marindvor
Marindvor je naselje u Republici Hrvatskoj u Požeško-slavonskoj županiji, u sastavu grada Požege.

## Zemljopis
Marindvor je smješten oko 5 km sjeverno od Požega,  susjedna naselja su Krivaj, Kunovci i Bankovci na sjeveru, Novi Štitnjak na jugu, Stara Lipa na zapadu te Štitnjak na istoku.

## Stanovništvo
Prema popisu stanovništva iz 2011. godine Marindvor je imao 116 stanovnika.
| broj stanovnika |       |       |       | 63    | 117   | 104   | 113   | 77    | 39    | 51    | 82    | 128   | 165   | 117   | 138   | 116   | 118   |
|                 | 1857. | 1869. | 1880. | 1890. | 1900. | 1910. | 1921. | 1931. | 1948. | 1953. | 1961. | 1971. | 1981. | 1991. | 2001. | 2011. | 2021. |